# 旧托伊达农村居民点
旧托伊达农村居民点（俄语：Старотойденское сельское поселение）是俄罗斯联邦沃罗涅日州安纳区所属的一个农村居民点。其下辖有2个居民点，行政中心为旧托伊达。据2016年统计，该农村居民点的人口为575人。